# Sejm (Łotwa)
Sejm (łot. Saeima) – jednoizbowy parlament Republiki Łotewskiej. Po raz pierwszy zebrał się w 1922.

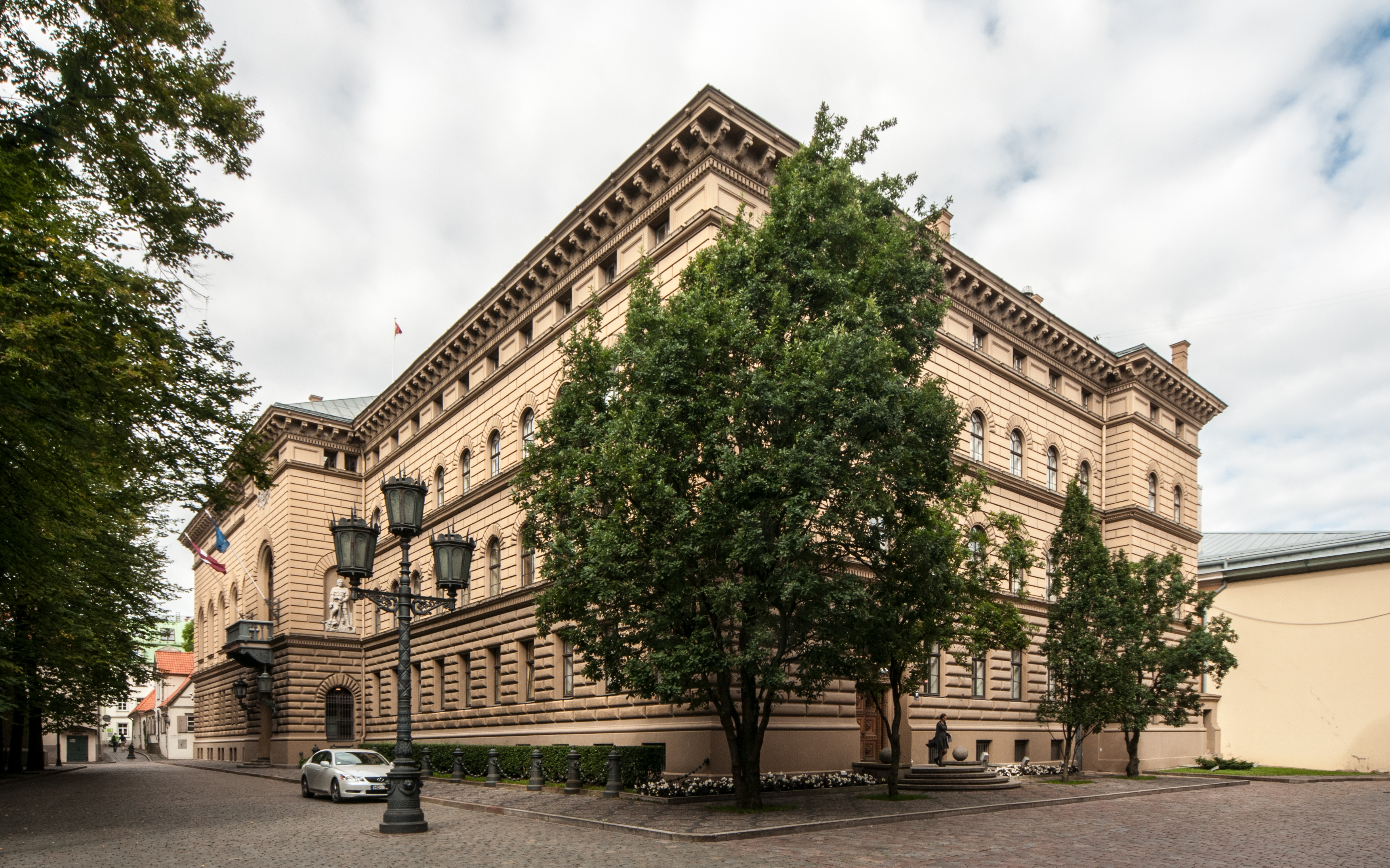
Budynek Sejmu Łotewskiego w Rydze

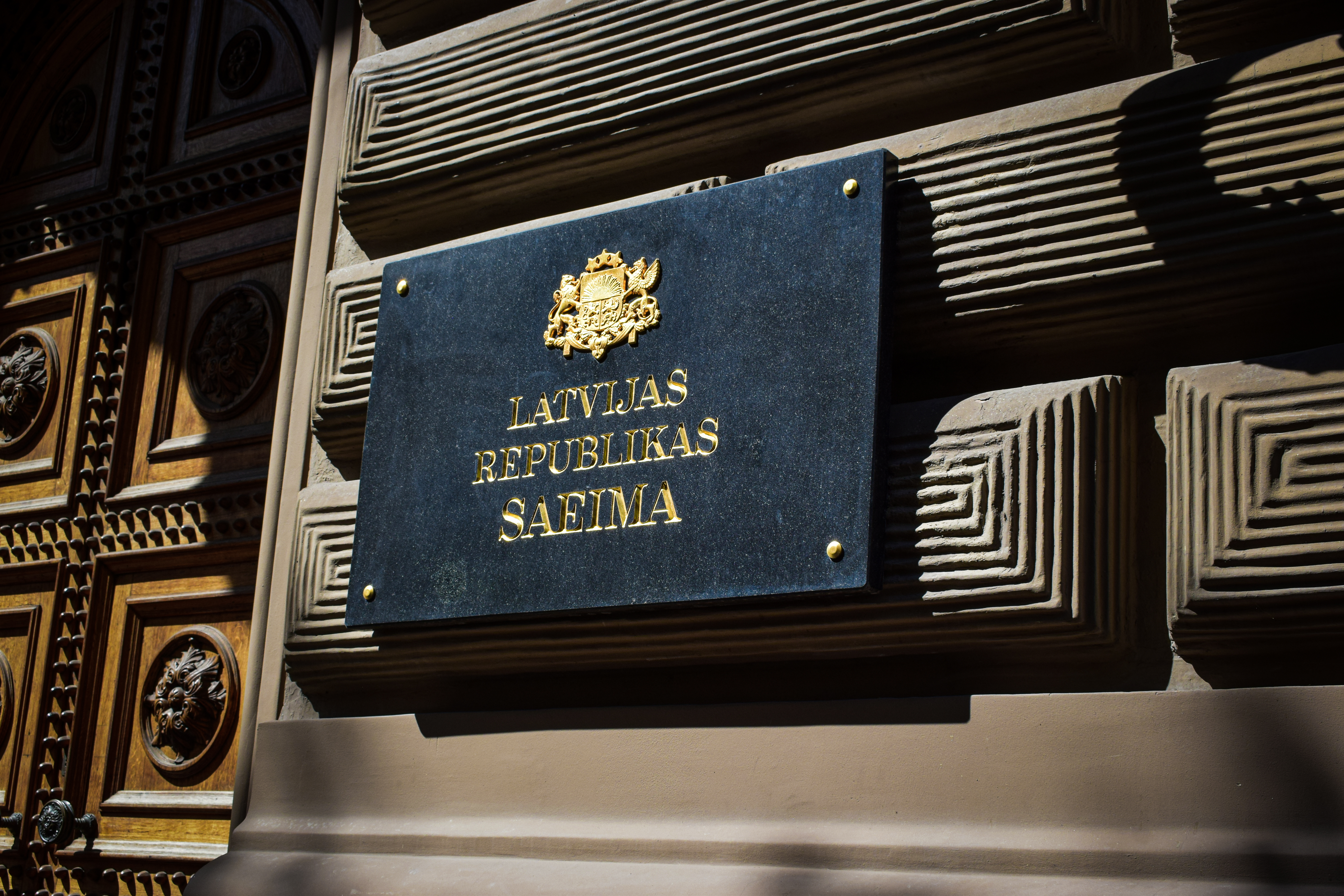
Tablica na budynku Sejmu Łotewskiego w Rydze

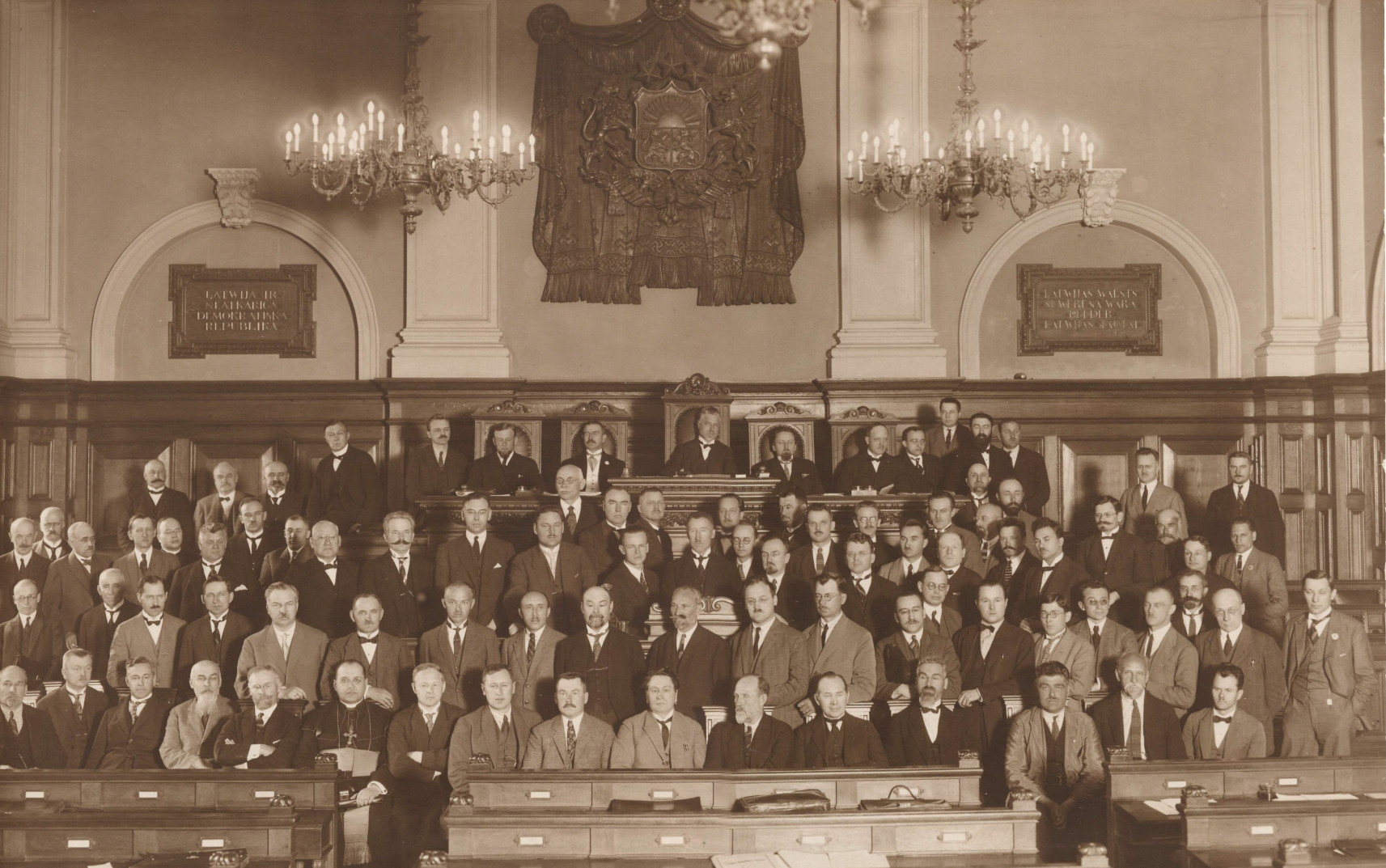
Pierwsze posiedzenie Sejmu Łotewskiego w Rydze 7 listopada 1922 roku

## Ogólna charakterystyka
Sejm składa się ze stu członków wybieranych z list partyjnych w głosowaniu powszechnym w wyborach bezpośrednich, równych i tajnych. W wyborach obowiązuje pięcioprocentowy próg zaporowy w skali kraju dla poszczególnych ugrupowań politycznych. Głosy na mandaty przelicza się w sposób proporcjonalny. Wybrany może zostać każdy obywatel, który ukończył 21 lat. Kadencja Sejmu trwa cztery lata. Ostatnie wybory odbyły się 1 października 2022 roku.

## Rada Ludowa i Zgromadzenie Konstytucyjne
Pierwszą władzą na Łotwie po proklamowaniu niepodległości 18 listopada 1918 była Łotewska Rada Narodowa (Latvijas Tautas padome, LTP). Funkcjonowała ona do 30 kwietnia 1920. Był to organ powstały w wyniku porozumienia ważniejszych łotewskich partii politycznych i to one właśnie miały wpływ na skład Rady. Ze względu na skomplikowaną sytuacją polityczną kraju pierwsze wolne wybory mogły się odbyć dopiero 17 i 18 kwietnia 1920. Wyborcy ustalili wtedy skład Zgromadzenia Konstytucyjnego. Znalazło się w nim 150 osób, w tym 5 kobiet. Ustaliło ono tekst łotewskiej konstytucji (Satversme). Przyjęło również szereg ważnych praw, między innymi dotyczących reformy rolnej oraz zasad wyborów do przyszłego parlamentu nazwanego Sejmem (Saeima).

## Wybory z 1922 roku
Zgromadzenie Konstytucyjne funkcjonowało do dnia pierwszych wyborów do Sejmu, które odbyły się 7 i 8 października 1922. Zgodnie z Satversme Sejm miał być wybierany na trzyletnią kadencję w wyborach powszechnych, równych, bezpośrednich, proporcjonalnych i w głosowaniu tajnym. Miał pracować do czasu pierwszej sesji kolejnego parlamentu. Do pierwszego Sejmu dostali się kandydaci z aż 46 list wyborczych. Frekwencja w głosowaniu wyniosła 82,2%. Pierwszym przewodniczącym Sejmu został Frīdrihs Vesmanis, którego 20 marca 1925 zastąpił na tym stanowisku Pauls Kalniņš (aż do 1934 był on przewodniczącym Sejmów wszystkich następnych kadencji). Sejm ten przyjął między innymi ustawy dotyczące funkcjonowania Rady Ministrów, o zgromadzeniach, stowarzyszeniach, organizacjach politycznych.

## Wybory z 1925, 1928 i 1931 roku
Wybory do drugiego Sejmu odbyły się 3 i 4 października 1925. Frekwencja w wyborach wyniosła 74,9%. W Sejmie znaleźli się przedstawiciele 48 list wyborczych. Trzeci Sejm wybrany został 6 i 7 października 1928 przy frekwencji wynoszącej 79,3%. Znaleźli się w nim przedstawiciele 54 list. Wybory do czwartego Sejmu odbyły się 3 i 4 października 1931. Funkcjonował on do czasu przewrotu 15 maja 1934.

## Wybory z 1993 roku
Odrodzenie instytucji Sejmu nastąpiło dopiero po odzyskaniu przez Łotwę niepodległości, w 1993. Wybory do piątego Sejmu odbyły się 5 i 6 czerwca. Podstawą prawną była dla nich ustawa o wyborach do piątego Sejmu, przyjęta 20 października 1992. Zgłoszono 23 listy wyborcze, przy czym ustalony został czteroprocentowy próg zaporowy, który sprawił, że w mandaty zdobyli przedstawiciele jedynie ośmiu list. Większość mandatów zdobyła wtedy liberalno-konserwatywna partia Łotewska Droga (LC). Frekwencja w wyborach wyniosła 89,9%. Pośród 100 członków nowo wybranego Sejmu było 15 kobiet. 88 parlamentarzystów było Łotyszami. Przewodniczącym Sejmu został Anatolijs Gorbunovs. Piąty Sejm przyjął między innymi kontrowersyjną ustawę o obywatelstwie, która miała na celu utrzymanie przewagi liczebnej przedstawicieli narodowości tytularnej; nie otrzymywały z automatu obywatelstwa osoby, które nie posiadały obywatelstwa przedwojennej Republiki Łotewskiej ani też nie posiadali go ich przodkowie - a więc rosyjskojęzyczna ludność, jaka napłynęła w granice Łotewskiej SRR po 1944 r. Sejm ten przyjął także porozumienie dotyczące wycofania z kraju stacjonujących tam wojsk rosyjskich.

## Wybory z 1995 roku
Wybory do szóstego Sejmu odbyły się 30 września i 1 października 1995. Zastosowano w nich tym razem pięcioprocentowy próg zaporowy. Spośród zgłoszonych dziewiętnastu list próg wyborczy przekroczyło dziewięć. Frekwencja w wyborach wyniosła 71,9% głosów. Przewodniczącą szóstego Sejmu była początkowo Ilga Kreituse. 26 września 1996 zastąpił ją na tym stanowisku Alfreds Cepanis. Szósty Sejm wprowadził do Konstytucji poprawki, zgodnie z którymi następny Sejm miał być wybierany na kadencję czteroletnią, a nie jak dotąd na trzyletnią. Wybory miały odbywać się ponadto tylko jednego dnia.

## Wybory z 1998 roku
Siódmy Sejm został po raz pierwszy w historii wybrany w głosowaniu trwającym tylko jeden dzień, 3 października 1998 i po raz pierwszy wybrany został na czteroletnią kadencję. Frekwencja wyborcza wyniosła 71,9%. Na dwadzieścia jeden zgłoszonych list wyborczych do Sejmu dostali się przedstawiciele jedynie sześciu. Pośród 100 wybranych członków było 17 kobiet. 84 parlamentarzystów było Łotyszami. Przewodniczącym siódmego Sejmu został Janis Straume. Najważniejsze ustawy przyjęte przez ten Sejm to Ustawa o zmianach w Konstytucji, Ustawa o systemie administracji państwowej, Ustawa o dokumentach elektronicznych, Kodeks handlowy.

## Wybory z 2002 roku
Ósmy Sejm łotewski wybrany został 5 października 2002. Frekwencja w głosowaniu wyniosła 71,51%. Na dwadzieścia zgłoszonych list wyborczych, mandaty w Sejmie zdobyli przedstawiciele sześciu. Wśród 100 wybranych członków było 18 kobiet. 79 parlamentarzystów było Łotyszami. Przewodniczącą parlamentu była Ingrīda Ūdre.

## Wybory z 2006 roku
Dziewiąty sejm wybrany został 7 października 2006. Frekwencja w głosowaniu wyniosła 62,23%. Spośród dziewiętnastu zgłoszonych list wyborczych, mandaty w Sejmie zdobyli przedstawiciele siedmiu. Wśród 100 wybranych członków było 19 kobiet. 78 parlamentarzystów było Łotyszami. Przewodniczącym parlamentu był początkowo Indulis Emsis, a od 24 września 2007 funkcję tę pełnił Gundars Daudze.

## Referendum z 2008
2 sierpnia 2008 na Łotwie odbyło się referendum w sprawie zmiany konstytucji i umożliwienia obywatelom rozwiązywania parlamentu w drodze referendum.